# 이대헌 (농구 선수)
이대헌(李垈憲, 1992년 4월 29일 ~ )은 대한민국의 농구 선수다.